# Alcmeone brevis
Alcmeone brevis är en insektsart som beskrevs av Walker. Alcmeone brevis ingår i släktet Alcmeone och familjen hornstritar. Inga underarter finns listade i Catalogue of Life.